# Trochalus collarti
Trochalus collarti är en skalbaggsart som beskrevs av Louis Burgeon 1944. Trochalus collarti ingår i släktet Trochalus och familjen Melolonthidae. Inga underarter finns listade i Catalogue of Life.